# 濕吻

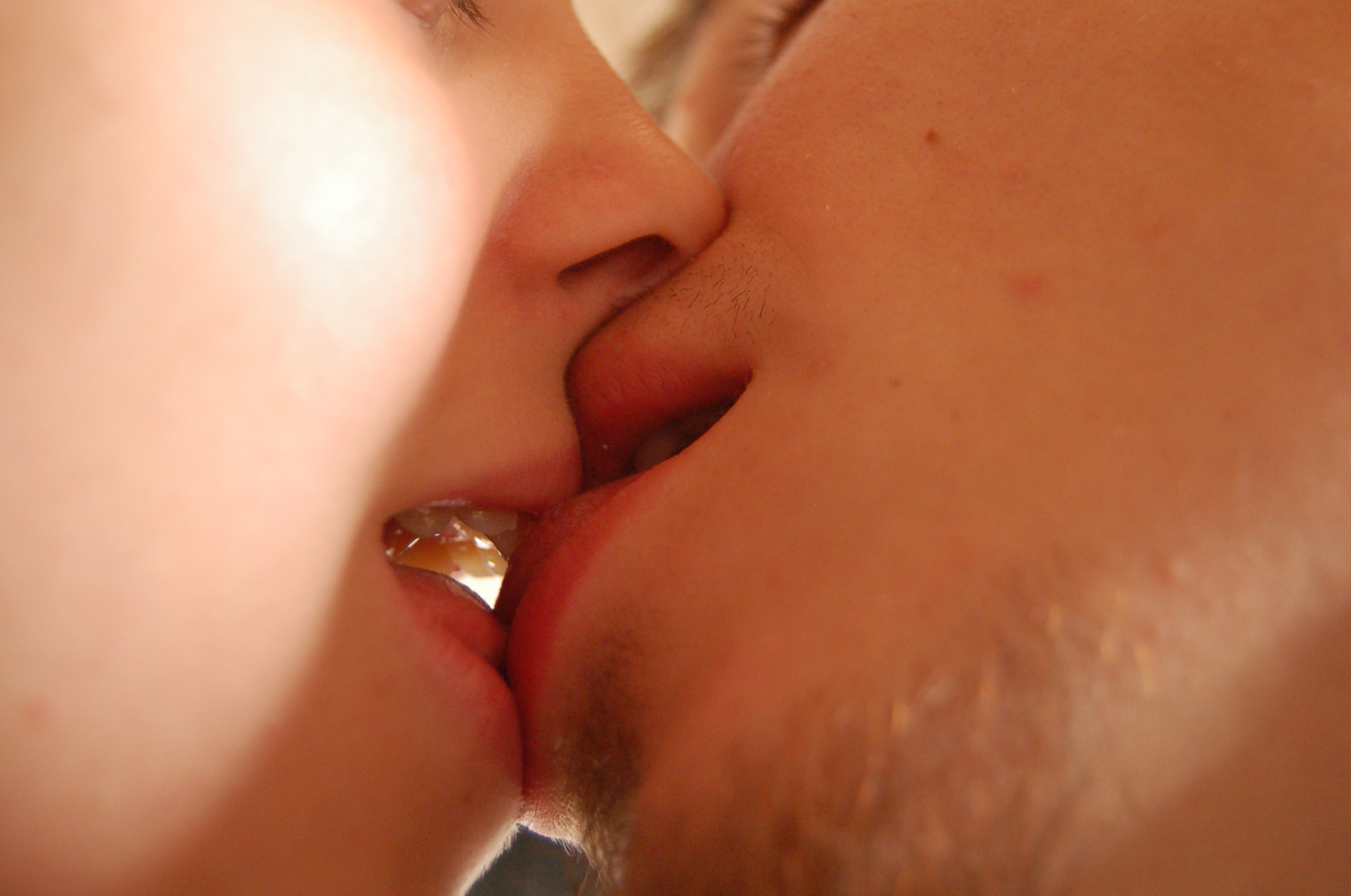
法式接吻

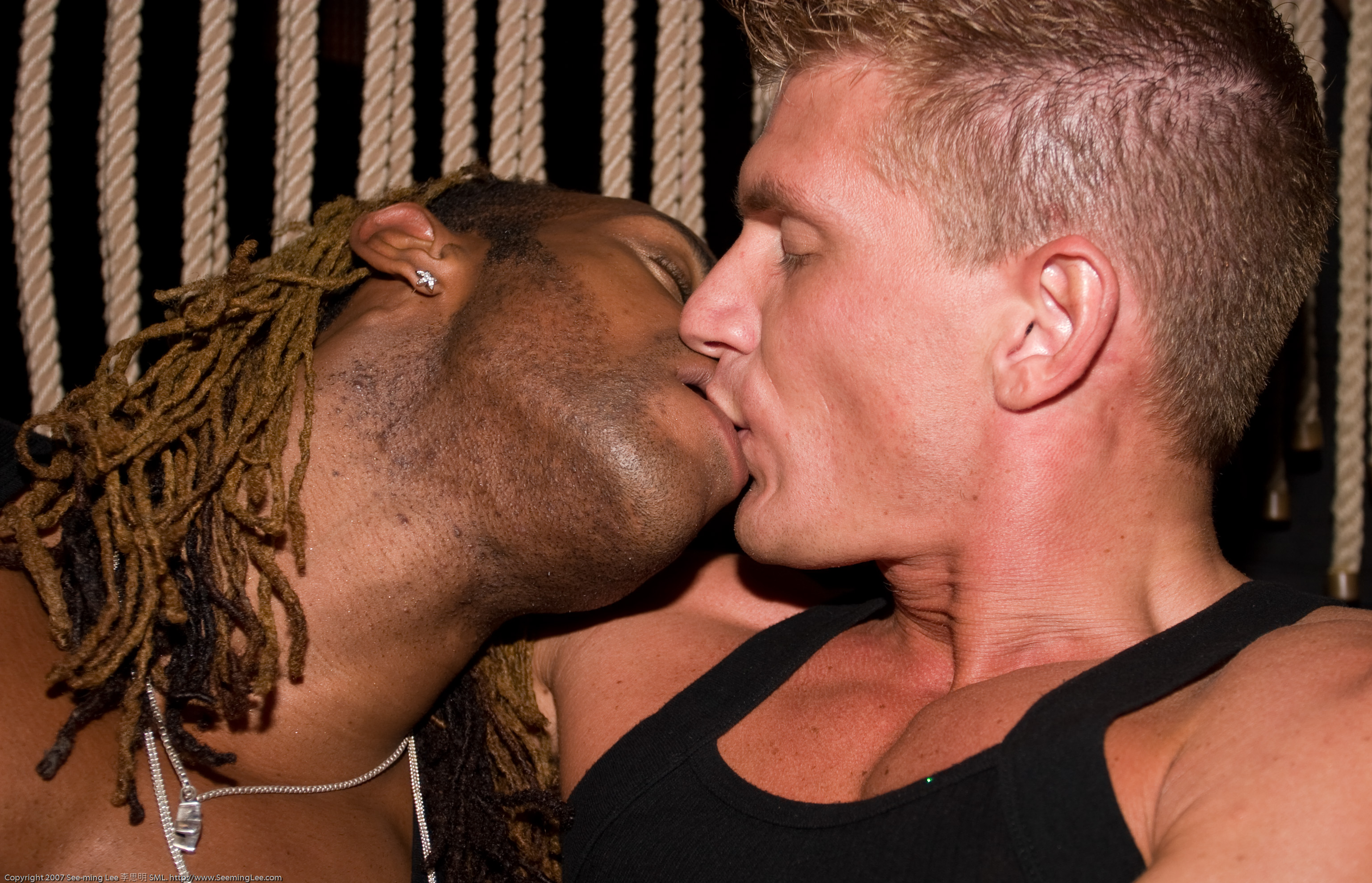
兩名男性的法式接吻

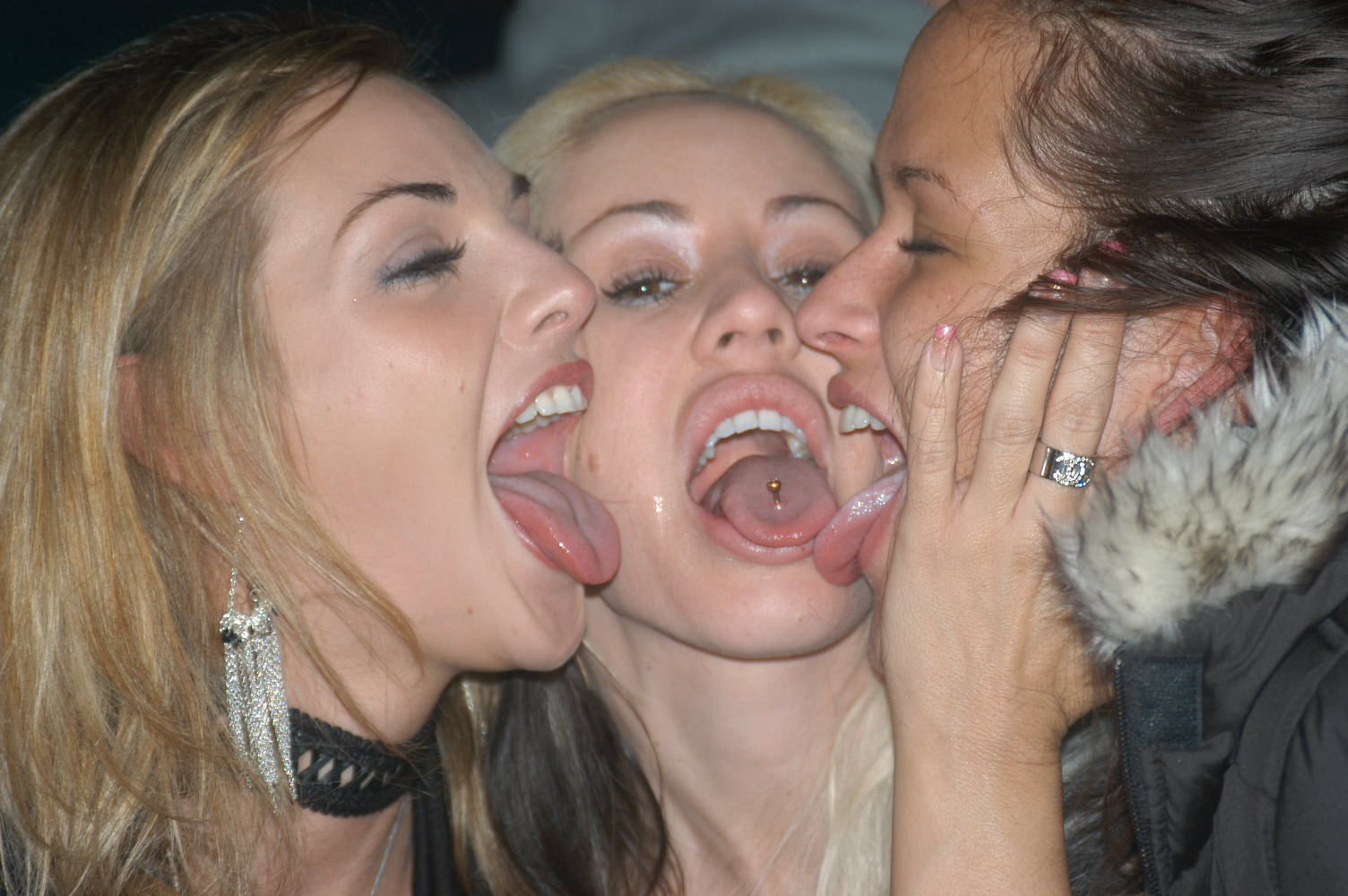
三名女性的法式接吻

法式接吻，又稱溼吻、舌吻，俗稱喇舌（台灣話：抐舌，台羅：lā-tsi̍h，台語方音符號：ㄌㄚ˫ㄐㄧㆷ̇），是浪漫而性感的接吻方式。在接吻舌头放进对方口中，与对方舌头相互接触。深吻時舌頭會碰觸到對方的嘴唇、舌頭及口腔，這些部份對碰觸相當敏感，會帶來性刺激。口腔是性感帶之一。緩慢而充滿激情的法式接吻代表親密、浪漫、性欲，甚至是性愛的前戲。
有些傳染病會透過法式接吻傳染，生物学家Thierry Lodé在研究动物行为後，指出性伴侣的口水可以增强免疫力，但此結論尚有争议性。

## 傳染疾病
人類乳突病毒可能會透過深吻傳播，但深吻而感染HIV的機率非常低，在嘴唇或牙齦流血時才有可能發生。美国疾病控制与预防中心認為深吻不太可能是B型肝炎的傳染途徑。可能會因為長時間的深吻而傳染梅毒，但非常罕見，而且要接觸到活性病变部位才有可能傳染。深吻不太可能是淋病的傳染途徑。深吻有可能會增加腦膜炎感染的風險。

## 词源
深吻稱為「法式接吻」的原因，是因为在20世纪初期時，普遍認為法国人在性爱中更激情和大胆。在法国称其 un baiser amoureux （情人的吻）或 un baiser avec la langue （有舌头的接吻），即使在过去也称之为 baiser florentin 。在2014年版本的 Le Petit Robert French Dictionary 中，添加了舌吻单词 galocher ，这是第一次用一个单词来描述这种活动。